# Béla Király
Il Generale Béla Király (Király Béla in Ungheria) (Kaposvár, 14 aprile 1912 – Budapest, 4 luglio 2009) è stato un generale, politico, scrittore e storico militare ungherese, combattente per la libertà durante la rivoluzione ungherese del 1956.

## Biografia
Entrato in servizio nel 1935 come sottotenente dell'esercito ungherese, durante la seconda guerra mondiale combatté sul fronte russo.  Al termine del conflitto si iscrisse al Partito Comunista Ungherese, raggiungendo in breve tempo il grado di Maggior Generale dell'Honvédség (tradotto letteralmente: difensori della patria, nome ufficiale dell'Esercito magiaro dai tempi dell'Impero Asburgico). Arrestato nel 1951 durante il regime comunista guidato da Rákosi, nel 1952 dopo un processo farsa, fu condannato a morte ma in appello la sentenza gli venne commutata in ergastolo.
Scarcerato nel settembre del 1956, durante i tragici fatti del 1956 fu nominato comandante in capo dell'Honvédség e incaricato della difesa militare di Budapest. Dopo la rivoluzione, essendo ricercato, si rifugiò dapprima in Austria da dove riuscì poi a proseguire per gli Stati Uniti.
Negli USA frequentò la Columbia University e nel 1962 ottenne il titolo di Dottore di filosofia in scienze storiche, iniziando ad insegnare presso il Brooklyn College di New York. Il Generale Béla Király fece ritorno in Ungheria soltanto nel 1989: nel 1990 fu eletto membro indipendente del parlamento magiaro, ruolo che ricoprì sino alla scadenza del mandato nel 1994. Dal 2004 alla morte Király è stato membro associato dell'Accademia ungherese delle scienze.

## Opere
- Az elsõ háború szocialista országok között. New Brunswick: Magyar Öregdiák Szövetség-Bessenyei György Kör, 1981
- Forradalomtól forradalomig. Válogatott tanulmányok, beszédek és interjúk 1961—1990. Budapest, Századvég-Atlanti, 1990
- Honvédségbõl Néphadsereg, Budapest Co-Nexus Print-ter Kft. 1989
- Basic History of Modern Hungary 1867—1964, «The Anvil Series» 2001
- The Hungarian Revolution, Two Record Album of Oral History, New York: H. Roach Producer, 1969
- Budapest 1956 — Prague 1968: Parallels and Contrasts Problems of Communism, D. C., Vol. XVIII, No 4-5. luglio-ottobre 1969, Budapest. pp. 52-60 ecc.
- Wars, Revolutions and Regime Changes in Hungary 1912—2004. New York: Columbia University Press, 2006